# Saint-Maurice-d'Échazeaux
Saint-Maurice-d'Échazeaux est une ancienne commune française du département de l'Ain. Le 1er août 1943, la commune est absorbée par Corveissiat.

## Politique et administration

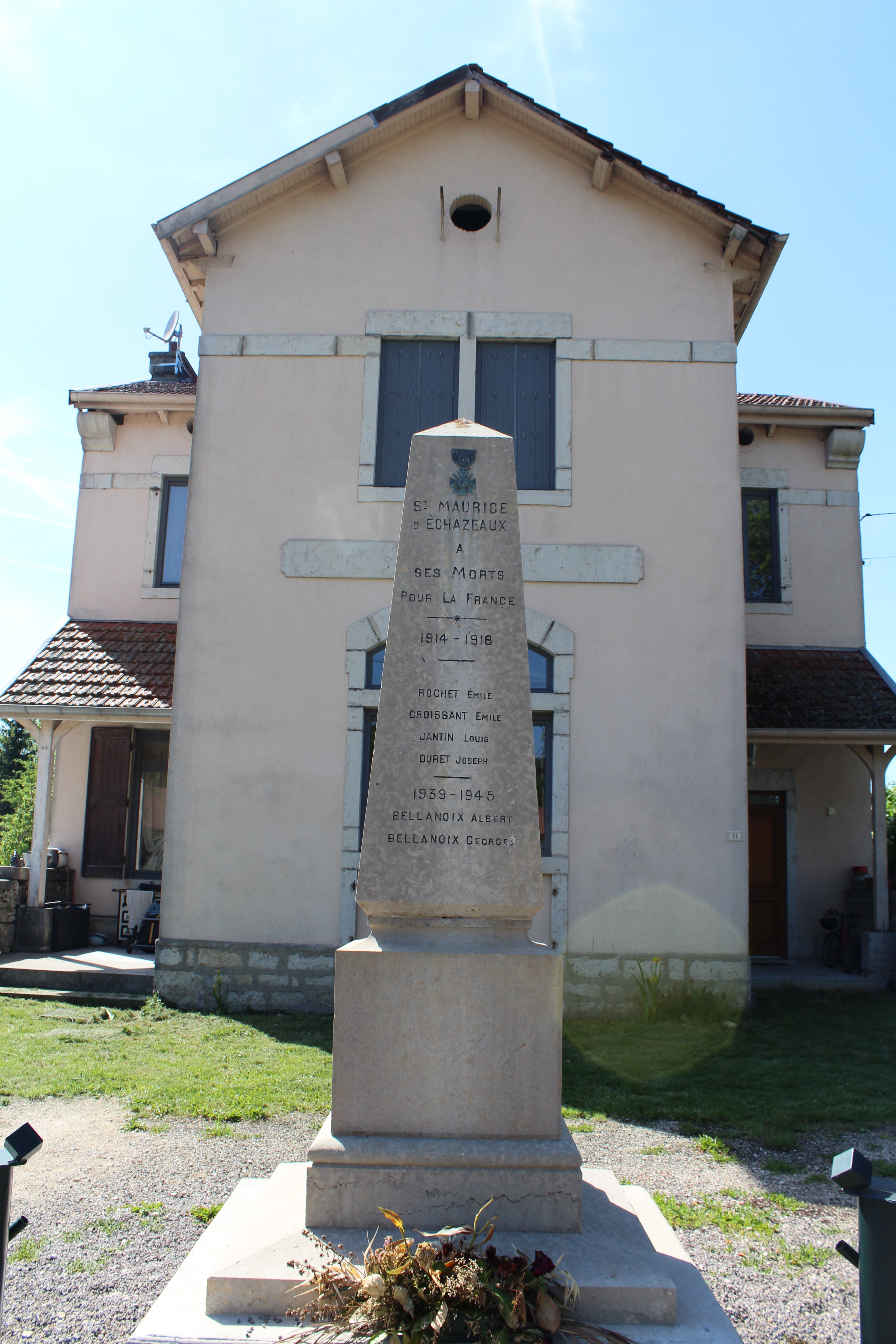
Ancienne mairie avec le monument aux morts.

## Histoire
Le 1er août 1943, la commune est absorbée par Corveissiat.

## Population et société

### Démographie
| 1793 | 1800 | 1806 | 1821 | 1831 | 1836 | 1841 | 1846 | 1851 |
| ---- | ---- | ---- | ---- | ---- | ---- | ---- | ---- | ---- |
| 154  | 181  | 219  | 200  | 197  | 180  | 183  | 205  | 212  |

| 1856 | 1861 | 1866 | 1872 | 1876 | 1881 | 1886 | 1891 | 1896 |
| ---- | ---- | ---- | ---- | ---- | ---- | ---- | ---- | ---- |
| 188  | 186  | 170  | 155  | 158  | 157  | 144  | 137  | 124  |

| 1901 | 1906 | 1911 | 1921 | 1926 | 1931 | 1936 | - | - |
| ---- | ---- | ---- | ---- | ---- | ---- | ---- | - | - |
| 117  | 91   | 87   | 77   | 63   | 54   | 49   | - | - |

## Culture locale et patrimoine

### Lieux et monuments

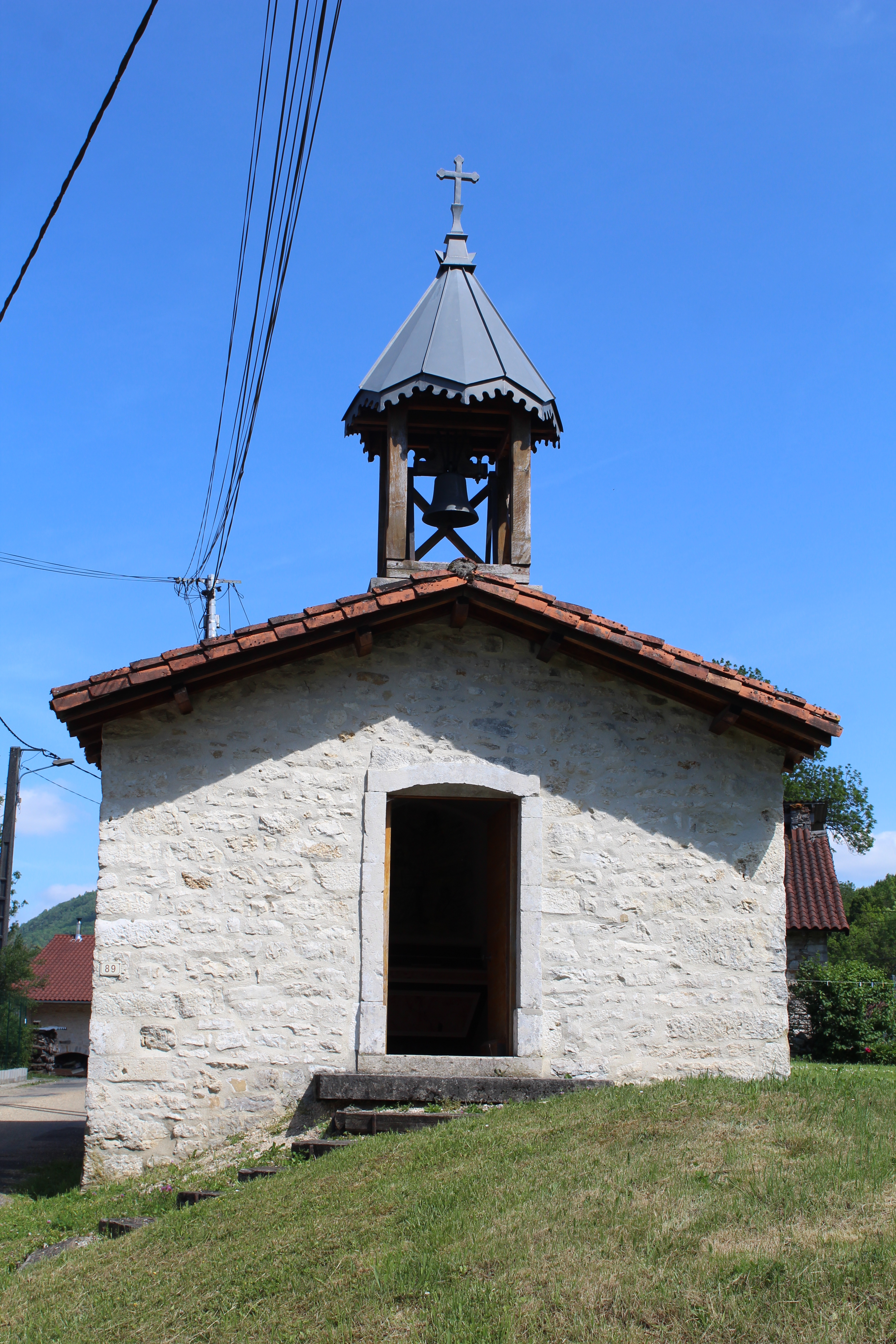
Chapelle Saint-Joseph.

- L'église de Saint-Maurice-d'Échazeaux fait l’objet d’un classement au titre des monuments historiques depuis le 9 décembre 1941[3].
- Chapelle Saint-Joseph

### Personnalités liées à la commune
- Georges, baron Albert (18 juin 1776 - Saint-Maurice-d'Échazeaux, Ain ✝ 17 juillet 1855 - Cornod, Jura), militaire français des XVIIIe et XIXe siècles

## Pour approfondir